# Bataille de Nantes (1793)
Pour les articles homonymes, voir Bataille de Nantes.
Guerre de Vendée
La bataille de Nantes a eu lieu le 29 et le 30 juin 1793, pendant la guerre de Vendée. Elle s'achève par un échec des Vendéens, commandés par Jacques Cathelineau, qui y est mortellement blessé, face aux Républicains commandés par Jean Baptiste Camille de Canclaux.

## Historique

### Contexte
Les paysans de l'Ouest, tout d'abord favorables aux changements de 1789, sont soumis à une imposition qui, en 1791, devient supérieure à celle de l'Ancien Régime. La constitution civile du clergé provoque une irritation, qui mène à des incidents devant être réprimés, dans une population pour laquelle le prêtre est un élément fédérateur, de même qu'un recours pour les plus démunis. La frustration naît également devant l'iniquité de l'acquisition des biens nationaux. Dès la fin de 1791, la guerre civile couve, et l'été 1792 voit les premiers incidents provoquant des morts survenir.
La France, en guerre contre l'Autriche depuis mars 1792, est devenue une république en septembre 1792, le lendemain de la bataille de Valmy. Le roi Louis XVI est guillotiné le 21 janvier 1793. Le nombre d'ennemis de la France augmente lorsque la politique du gouvernement conduite par les Girondins provoque l'entrée en guerre de tous les pays voisins qui forment la Première Coalition. Pour remplacer les volontaires de l'armée, qui sont arrivés au terme de leur conscription, le gouvernement décrète la levée de 300 000 hommes, par tirage au sort, début mars 1793. Ceci provoque une vague de protestation dans plusieurs régions. La révolte la plus durable se produit en Vendée. Au refus de la conscription s'ajoutent les tensions existant depuis 1791, et l'incompréhension face à l'exécution du roi. Les paysans du Sud du Pays nantais et vendéens se placent en 1793 sous la conduite de chefs royalistes, en partie nobles. Les patriotes des bourgs autour de Nantes sont contraints de se réfugier dans la ville devant la menace : certains sont tués, comme le maire de La Chapelle-Heulin ; 14 prêtres jureurs, favorables à la république, sont tués — certains égorgés ou mutilés — par les insurgés.
Nantes est une ville prospère, enrichie par le commerce maritime, notamment la traite négrière. La bourgeoisie qui y domine, adopte les idées révolutionnaires. La richesse de la cité tranche avec la pauvreté de la campagne qui l'entoure. Cette richesse n'est pas uniformément répartie, mais les citadins les plus pauvres tendent à soutenir les républicains les plus radicaux, à l'opposé des campagnes environnantes.
La ville, alors la septième de France par sa population, représente un enjeu stratégique : c'est un carrefour routier, puisque dernier point de passage pour traverser la Loire avant son estuaire, et un port fluvial et maritime important. Le contrôle du site par les insurgés ouvrirait un accès possible des forces coalisées par la côte. De plus, la Vendée militaire n'a pas de capitale, et Nantes conquise pourrait remplir cette fonction.

### Préparatifs
Le 20 juin, les chefs vendéens se réunissent à Angers pour établir un plan d'action. Charette et Lyrot, absents, font savoir par l'intermédiaire de Lescure qu'ils acceptent de participer à une attaque sur Nantes, au niveau du pont de Pirmil, au sud de la ville. Le commandement de l'armée catholique et royale expédie un ultimatum aux républicains retranchés dans Nantes, et reprend son avancée vers la ville. Ancenis est prise le 24 juin, et un nouveau conseil est réuni, au cours duquel Jacques Cathelineau est confirmé « généralissime ». La date de l'assaut sur la « cité des ducs de Bretagne » est fixée au 29 à deux heures du matin. Les fortifications de la ville ayant été démantelées entre 1760 et 1780, le choix est fait d'attaquer sur plusieurs endroits. Charette et Lyrot et leurs 20 000 hommes doivent assaillir la tête de pont au sud de la Loire, chacun sur une rive de la Sèvre, respectivement par Pont-Rousseau et Saint-Jacques. Au nord, l'armée est divisée en deux : le long de la Loire, un contingent doit attaquer le « camp de Saint-Georges » où sont basées des troupes républicaines, tandis que, plus au nord, Cathelineau doit franchir l'Erdre à Nort-sur-Erdre, pour venir attaquer la ville par les routes de Vannes et de Rennes. L'ensemble des troupes du nord se met en marche à partir d'Oudon le 27 juin.

### Combats
Le jour même, les 4 000 Vendéens de l'armée de Cathelineau et Maurice d'Elbée atteignent le pont de Nort-sur-Erdre. La position est tenue par 600 républicains conduits par Aimable Joseph Meuris. Le combat est d'abord un affrontement d'artillerie, puis les deux troupes échangent des coups de fusil d'une rive à l'autre de la rivière. La précision des canons des « bleus » contraint les Vendéens à reculer, et la profondeur de l'Erdre empêche toute traversée. Durant la nuit, la découverte d'un gué à 3 km en amont permet à un groupe d'hommes de Cathelineau d'attaquer ceux de Meuris à revers. Le bataillon républicain, ayant eu une vingtaine de tués et environ 90 blessés, part en débandade et reflue vers Nantes. Il est sauvé de l'écrasement par l'arrivée, en provenance de Rennes, des 11e et 13e bataillons de volontaires de Seine-et-Oise, et peut rejoindre la ville.
Ce combat à trente kilomètres de la ville a retardé Cathelineau, et lorsque, comme prévu, Charette fait donner le canon contre le dispositif défensif au sud de Nantes, autour du château de Pirmil, le 29 juin à deux heures du matin, l'assaut n'est pas lancé simultanément au nord. Lyrot s'est bien élancé avec ses troupes sur la rive droite de la Sèvre, mais ce n'est que vers six heures du matin que les Vendéens arrivent sur Nantes par le nord et l'est. Ils sont repérés par le poste d'observation situé au sommet de la cathédrale de Nantes, et les combats s'engagent vers sept heures à cet endroit.
Au sud, comme prévu par le commandement républicain, la position est imprenable. C'est donc au nord que se décide l'issue de la bataille. Alors que le détachement conduit par Charles de Bonchamps combat route de Paris, l'essentiel de l'Armée catholique et royale est concentré sur les accès route de Vannes et route de Rennes.
L'artillerie des insurgés est installée le long de la route de Rennes, et menace le Port-Communeau et l'hôtel du département. Les postes fortifiés républicains de Bel-Air, des Hauts-Pavés et de Miséricorde contiennent l'assaut conduit par Cathelineau. À l'est, une partie des troupes de Bonchamps se heurte aux retranchements républicains ; deux chefs vendéens, Fleuriot (frère de Jacques-Nicolas de Fleuriot de La Freulière) et Mesnard, sont mis hors de combat, et sont suppléés par D'Autichamp. À la mi-journée, l'assaut semble stoppé. L'assaut route de Rennes n'étant pas décisif, Cathelineau décide de tenter de forcer la défense républicaine au niveau de la route de Vannes, où elle est plus étirée et plus vulnérable. Le généralissime vendéen conduit lui-même l'assaut, à pied. Finalement, la ligne cède, mais les troupes républicaines reculent en ordre et continuent de résister. Le cimetière Miséricorde est investi, de même que la rue des Hauts-Pavés. Les troupes royalistes parviennent sur la place Viarme. L'assaut coûte de nombreuses vies aux assaillants. Sur la place, Cathelineau est sévèrement blessé. Les républicains contiennent la poussée vendéenne, et les insurgés refluent. C'est le début de retrait de l'Armée catholique et royale.
Le décompte total des victimes a été établi après la bataille, mais le document récapitulatif n'a pas été conservé. Les historiens s'accordent pour considérer qu'il y a eu environ 300 morts côté républicain, contre 1 500 « insurgés ». La quantité de cadavres à l'abandon dans les jours qui suivent les combats pose un problème de salubrité, et le 8 juillet, plus d'une semaine après la fin de la bataille, le Directoire du département doit prendre des mesures pour ensevelir les corps encore gisant à même le sol aux portes de la cité. Les blessés sont également nombreux.

## Conséquences
Côté républicain, la bataille de Nantes n'est pas une victoire éclatante. L'assaut est repoussé, mais la ville reste en état de siège, les troupes sont toujours mobilisées, et les Nantais vivent sous la crainte d'un nouvel assaut, les campagnes environnantes restant aux mains des insurgés. Le général Canclaux, après le 1er juillet, conduit des expéditions pour desserrer la pression des troupes vendéennes.
Pour les Vendéens, la blessure de Cathelineau est un fait marquant. Sa mise hors de combat est parfois présentée comme une cause principale de l'échec de l'assaut, mais les moyens de communication de l'époque étaient tels que seuls les combattants les plus proches de lui, place Viarme, ont su très tôt qu'il était touché. D'ailleurs il a longtemps été affirmé qu'il était mort au combat, ce qui renforçait l'idée de la disparition du chef désorganisant les troupes qu'il commandait. Cependant, Cathelineau n'est mort que le 14 juillet suivant.
La recherche d'un port pour permettre de recevoir l'aide militaire des coalisés n'ayant pu être satisfaite après la défaite de Nantes, l'action vendéenne connaît une accalmie. Les républicains mettent ce temps à profit pour envoyer des renforts (l'armée de Mayence) à Nantes pour dégager la ville. Les insurgés s'engagent alors dans la virée de Galerne, qui sera fatale au mouvement au nord de la Loire, qui s'achève après la déroute de la bataille de Savenay. L'issue de la bataille de Nantes est un élément déterminant de l'échec des Vendéens.
Les dirigeants nantais, dont Baco et Beysser, ont des velléités fédéralistes, et envisagent même de marcher sur Paris. Ce n'est qu'après les victoires vendéennes à Torfou et Montaigu, en septembre 1793, que Canclaux, Beysser et Baco sont destitués. Jean-Baptiste Carrier est nommé à la tête de la ville ; il engage une politique de terreur frappant les opposants politiques, notamment les Vendéens et les prêtres, suspectés de soutenir la révolte.

#### Ouvrages
- Stéphane Blond, « Les grandes heures de Nantes : la ville assiégée par les Vendéens (juin 1793) », dans Michel Vergé-Franceschi (dir.) et Jean-Pierre Poussou (dir.), Ruptures de la fin du XVIIIe siècle : les villes dans un contexte général de révoltes et de révolutions, Paris, Presses de l'université Paris-Sorbonne, coll. « centre Roland Mousnier », 2005, 230 p. (ISBN 2-84050-387-5, ISSN 1621-4129).
- Émile Gabory, Les Guerres de Vendée, 1912.
- Yannick Guin, La Bataille de Nantes : 29 juin 1793, un Valmy dans l'Ouest, Laval, Siloë, 1993, 151 p. (ISBN 2-908924-26-9).
- Jean-Clément Martin, La Loire-Atlantique dans la tourmente révolutionnaire : 1789-1799, Nantes, éditions Reflets du passé, 1989, 140 p. (ISBN 2-86507-021-2).
- Michel de Saint Pierre, Monsieur de Charette chevalier du Roi, 1977.

#### Ouvrages anciens
- Marin-Jacques Boutillier de Saint-André, Une famille vendéenne pendant la Grande Guerre, 1793, édité en 1896.
- Louis Marie Turreau, Mémoires pour servir à l'histoire de la guerre de la Vendée, 1824.